# 施瓦察赫河 (阿爾特米爾河)
49°17′56.7″N 11°20′1.75″E / 49.299083°N 11.3338194°E

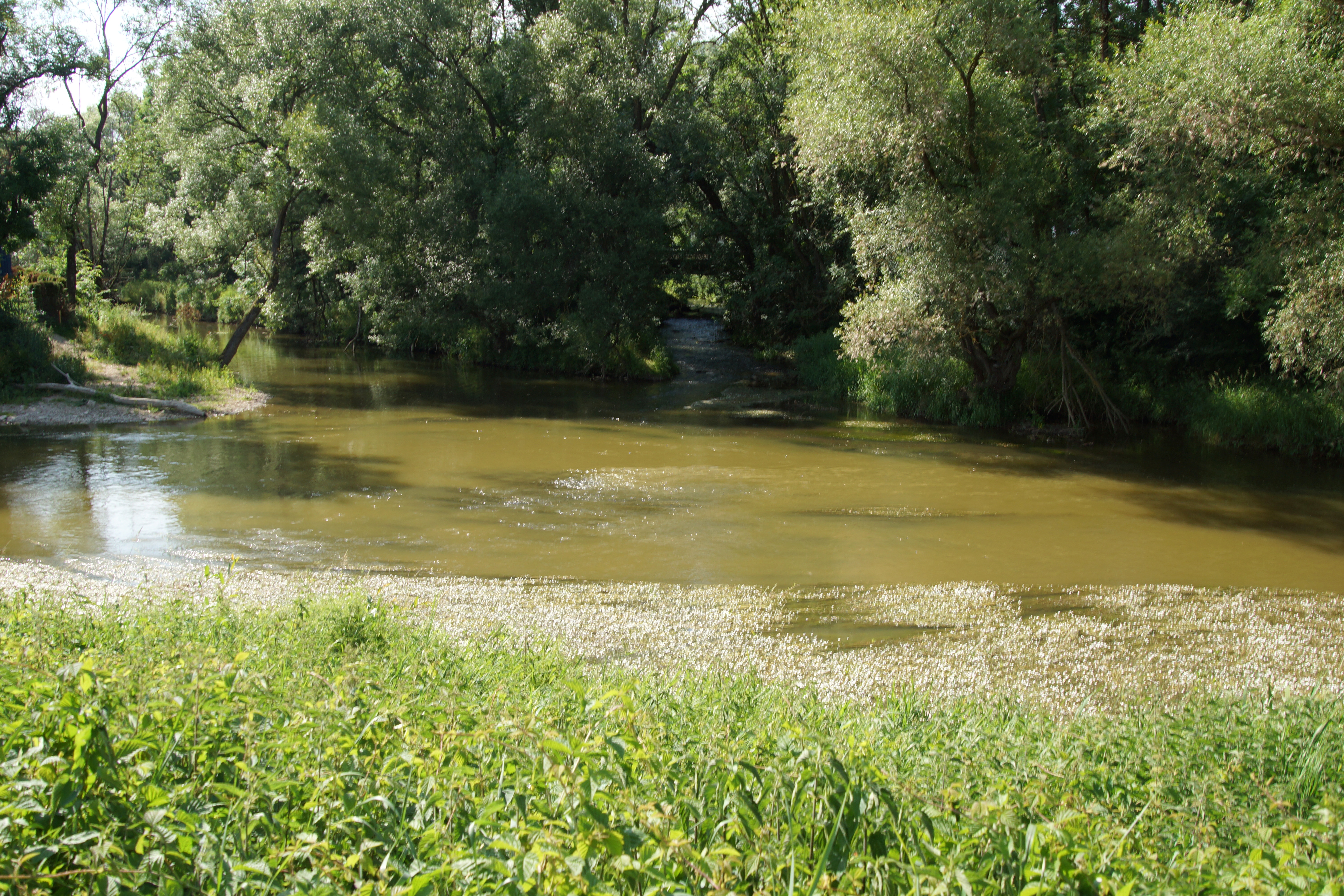
施瓦察赫河（阿爾特米爾河）

施瓦察赫河（德語：Schwarzach），是德國的河流，位於該國東南部，由巴伐利亞負責管轄，屬於阿爾特米爾河的左支流，河道全長52.9公里，流域面積510平方公里。